# Грыблевци
Грыблевци (болг. Гръблевци) — село в Болгарии. Находится в Габровской области, входит в общину Габрово. Население составляет 16 человек.

## Политическая ситуация
Грыблевци подчиняется непосредственно общине и не имеет своего кмета, кметский наместник в селе — Пырван Енев Банзаров.
Кмет (мэр) общины Габрово — Томислав Пейков Дончев (Граждане за европейское развитие Болгарии (ГЕРБ)) по результатам выборов.